# Hőgye Zsuzsanna
Hőgye Zsuzsanna (Budapest, 1941. január 29. – 2009. november 7.) Jászai Mari-díjas magyar színésznő.

## Életpályája
A Színművészeti Főiskola elvégzése után a Szegedi Nemzeti Színházhoz szerződött 1963-ban. 1970–1977 között a kaposvári Csiky Gergely Színház tagja volt. 1977–1980 között a Pécsi Nemzeti Színházban szerepelt. 1978-tól a debreceni Csokonai Színházban játszott. 1980-ban ismét a Pécsi Nemzeti Színház tagja lett. 1981–1984 között a Veszprémi Petőfi Színház színésze volt. 1984-től visszavonulásáig újra a Szegedi Nemzeti Színház művésze volt.
2009. november 7-én hunyt el.

## Színházi szerepei
A Színházi Adattárban regisztrált bemutatóinak száma: 107.
- Zak-Kuznyecov: Fekete vagy vörös....Duszja
- Gorkij: Kispolgárok....Akulina Ivanovna
- García Lorca: Don Perlimplin és Belisa szerelme a kertben....Belisa
- Tímár György: Sanzon 1963....
- Gyöngyössy Imre: Csillagok órája....Első csillag
- Wilde: Firenzei tragédia....Házvezetőnő
- Büchner: Woyzeck....Marie
- Shaw: Blanco Posnet elárultatása....Hannah
- Schubert-Berté: Három a kislány....Grisi Lucia
- Szirmai Albert: Mágnás Miska....Marcsa; Nagymama
- Thurzó Gábor: Hátsó ajtó....Anni
- Tabi László: Most majd elválik....Molnár Zsuzsa
- Beaumarchais: Figaro házassága....Cherubin; Grófné
- Fejes Endre:Rozsdatemető....Pék Mária
- Williams: Nyár és füst....Rosa Gonzales
- Vörösmarty Mihály: Csongor és Tünde....Ilma
- Rozov: Úton....A fiatalasszony
- Gyárfás Miklós: Egérút....Mari
- William Shakespeare: Tévedések vígjátéka....Luciana
- Bágyoni Attila: A Botlár-ügy....Takács Julika
- Shaw: Caesar és Cleopatra....Ftatatita
- Illés-Vas: Trisztán....Aranyhajú Izolda
- Thomas: Szegény Dániel....Az asszony
- Vörösmarty Mihály: Czillei és a Hunyadiak....Ágnes
- Dosztojevszkij: Két férfi az ágy alatt....Glafira
- Molière: Képzelt beteg....Toinette
- Méhes György: Barbár komédia....Tilitta
- Tolsztoj: Háború és béke....Marja
- André: Lulu....Ella
- Rolland: Július 14....Contat
- Illyés Gyula: Lélekbúvár....Dr. Bárány Klára
- Miller: A salemi boszorkányok....Abigail Williams
- Abay Pál: Ne szóljatok bele!....Ilcsi
- Osztrovszkij: A művésznő és hódolói....Nyina Vasziljevna Szmelszkaja színésznő
- Carlo Goldoni: A kávéház....Lisaura
- Szakonyi Károly:Adáshiba....Vanda
- Shaffer: Játék a sötétben....Clea
- Faulkner: Requiem egy apácáért....Nancy Mannigoe
- Machiavelli: Mandragóra....Sostrata
- Páskándi Géza: Vendégség....Mária
- Brecht: Koldusopera....Kocsma Jenny
- Giraudoux: Trójában nem lesz háború....Kasszandra
- Bruno: A gyertyaöntő....Vittoria
- Gorkij: Éjjeli menedékhely....Nasztya; Kvasnya
- Szép Ernő: Patika....Carmen
- Vasziljev: Iván hajója....
- Ady Endre: A muszáj-Herkules....
- Christie: Tíz kicsi néger....Emily Brent
- Kander-Ebb: Chicago....Annie
- Hauptmann: A patkányok....Harro felesége
- Hubay Miklós: Túsz-szedők....Harmadik hellén
- Csurka István: Házmestersirató....Jónásné
- Musset: Lorenzaccio....Maria Soderini
- Caragiale: Zűrzavaros éjszaka....Veta
- Hubay Miklós: Késdobálók....Dóra
- Madách Imre: A civilizátor....Mürzl
- Gombrowicz: Yvonne, Burgund hercegnője....Margit királyné
- Kosztolányi Dezső: Édes Anna....Etel
- Csokonai Vitéz Mihály: Az özvegy Karnyóné s két szeleburdiak....Karnyóné
- Zelk Zoltán: Az ezernevű lány....Ezerszép
- Zilahy Lajos: Zenebohócok....Borbála
- Hunyady Sándor: A három sárkány....Júlia
- Sütő András: Anyám könnyű álmot igér....Leányanya nagynénje
- Schwajda György: Himnusz....Az asszony
- Bulgakov: Iván, a rettentő....Cárné; Uljána Andrejevna
- Szántó Péter: Ágyrajárók....Mágerné
- William Shakespeare: IV. Henrik....Sürge asszony
- Mihura: Három cilinder....Fanny
- Simai Mihály: Félszárnyú tündérek titkai....Drung
- Karinthy Ferenc: Leánykereskedő....Turcsekné
- Vámos Miklós: Világszezon....Olga
- Sarkadi Imre: Oszlopos Simeon....Vinczéné
- Kálmán Imre: Csárdáskirálynő....Hercegné
- Ben Turán Róbert: Melina....Mária
- Ödön von Horváth: Huza-vona....Léda asszony
- Bart: Olivér....Sowerberry asszony
- Orton: Szajré....Fay
- Petőfi Sándor: A helység kalapácsa....Amazontermészetű Márta
- Simon: Furcsa pár....Mickey
- Kocsis István: Jászai Mari....Jászai Mari
- Molnár Ferenc: Liliom....
- Harling: Acélmagnóliák....Valery
- Dürrenmatt: A nagy Romulus....A császár felesége
- Wesker: Konyha....Bertha
- Shaw: My Fair Lady....Eynsford-Hillné
- Spiró György: Csirkefej....Vénasszony
- Füst Milán: Máli néni....Máli néni
- Zalán Tibor: Bevíz úr hazamegy, ha....Drágate
- Shaffer: Black Comedy....Miss Furnival
- Zágon-Nóti: Hyppolit, a lakáj....Aranka
- Szép Ernő: Lila ákác....
- Bulgakov: A Mester és Margarita....Azazello
- Márai Sándor: Judit....Judit
- Huszka Jenő: Lili bárónő....Emmy
- Fallada: Mi lesz veled, emberke?....Mörschelné
- Madách Imre: Az ember tragédiája....Szolgáló Athénban, Ibolyaárus
- Tremblay: Sógornők....Olivine Dubuc
- Luigi Pirandello: Hat szereplő szerzőt keres....Madám Pace
- Ödön von Horváth: Történetek a bécsi erdőből....Nagymama
- Proust: Az eltűnt idő nyomában....Rachel II.

## Filmjei

### Játékfilmek
- Amíg holnap lesz (1961)
- Kitörés (1971) – Erzsi, Feri felesége
- Szikrázó lányok (1974)
- 141 perc a befejezetlen mondatból (1975)
- Ékezet (1977)
- Angi Vera (1979)
- A téglafal mögött (1980)
- Te rongyos élet (1984)

### Tévéfilmek
- Zokogó majom 1-5. (1978)
- Adáshiba (1979)
- Védtelen utazók (1981)
- Özvegy és leánya 1-4. (1983)
- Rutinmunka (1984)
- Üvegvár a Mississippin (1985)
- Linda (1986)
- Fagylalt tölcsér nélkül (1989)